# ロバート・A・フロシュ
ロバート・A・フロシュ(Robart A. Frocsh、1928年5月22日-2020年12月30日)は、アメリカ合衆国の科学者である。1977年から1981年のジミー・カーター政権下で、第5代NASA長官を務めた。王立工学アカデミーフェロー。

## 伝記
ニューヨークで生まれ、ブロンクス区の公立学校に通った。コロンビア大学で理論物理学の学士号、修士号を取った
。
1951年9月から1963年8月まで、ニューヨーク州ドブス・フェリーで海軍研究事務所の下に設置されたコロンビア大学ハドソン研究所で科学者、プログラムディレクターを務めた。1953年までは、水中の音、ソナー、海洋学、海洋地質学、海洋地球物理学等の問題に取り組んでいた。フロシュは研究所のアソシエート、後にディレクターとして、300名の職員、2機の調査船、基礎研究への350万ドルの年間予算を管理した。またこの期間に彼は、アメリカ海軍のアクティブ・ソナー開発のための非常に大きな実験であるアルテミスプロジェクトのテクニカルディレクターも務めた。
1963年9月、ワシントンD.C.に行き、アメリカ国防総省の国防高等研究計画局で核実験監視を行うヴェラ・プロジェクトのディレクターを務め、その後、国防高等研究計画局の副局長になり、年間2億7000万ドルの予算を共同で管理した。1966年7月には海軍の次官補となり、海軍の行う研究、開発、試験、評価に責任を負い、年間25億ドルの予算を管理した。1973年1月から1975年7月までは、国際連合環境計画の事務局長補佐となった。国際連合事務次長補として、国際連合やその他の国際組織が行う環境問題に関連するプログラムに対し、実質的な責任を負っていた。
NASAでは、スペースシャトル計画の開発を監督する責任を負っていた。彼の在職中に、カリフォルニア州南部のドライデン飛行研究センター（現在のアームストロング飛行研究センター）で、最初のオービタであるスペースシャトル・エンタープライズの試験が行われた。
1989年には、王立工学アカデミーの国際フェローに指名された。
1981年1月に政権が変わると、フロシュはNASAを去り、ゼネラルモーターズ研究所の研究担当副社長となった。1985年、産業研究所の論文誌Research Manegement誌に投稿した論文により、産業研究所からモーリス・ホーランド賞を受けた。1996年、ゼネラルモーターズにおけるリーダーシップが産業研究所に再度評価され、IRIメダルを授与された。2001年には、IEEEからIEEEファウンダーズメダルを授与された。
引退後は、ハーバード大学ケネディスクールのシニアフェローやウッズホール海洋研究所の客員研究員として、科学技術政策に関する活動を続けた。
2020年12月30日、長い病気の後、マサチューセッツ州サウス・ハドリーにおいて92歳で死去した。